# 볼리비아의 재외공관 목록

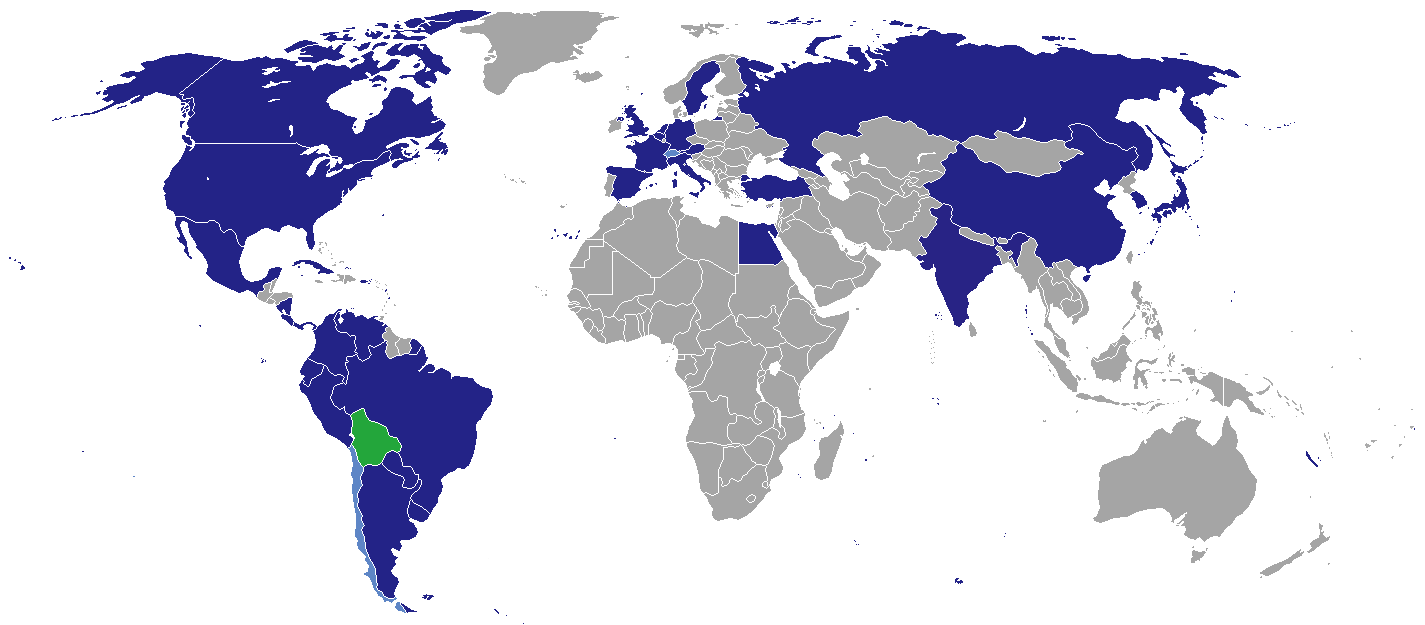
볼리비아의 재외공관

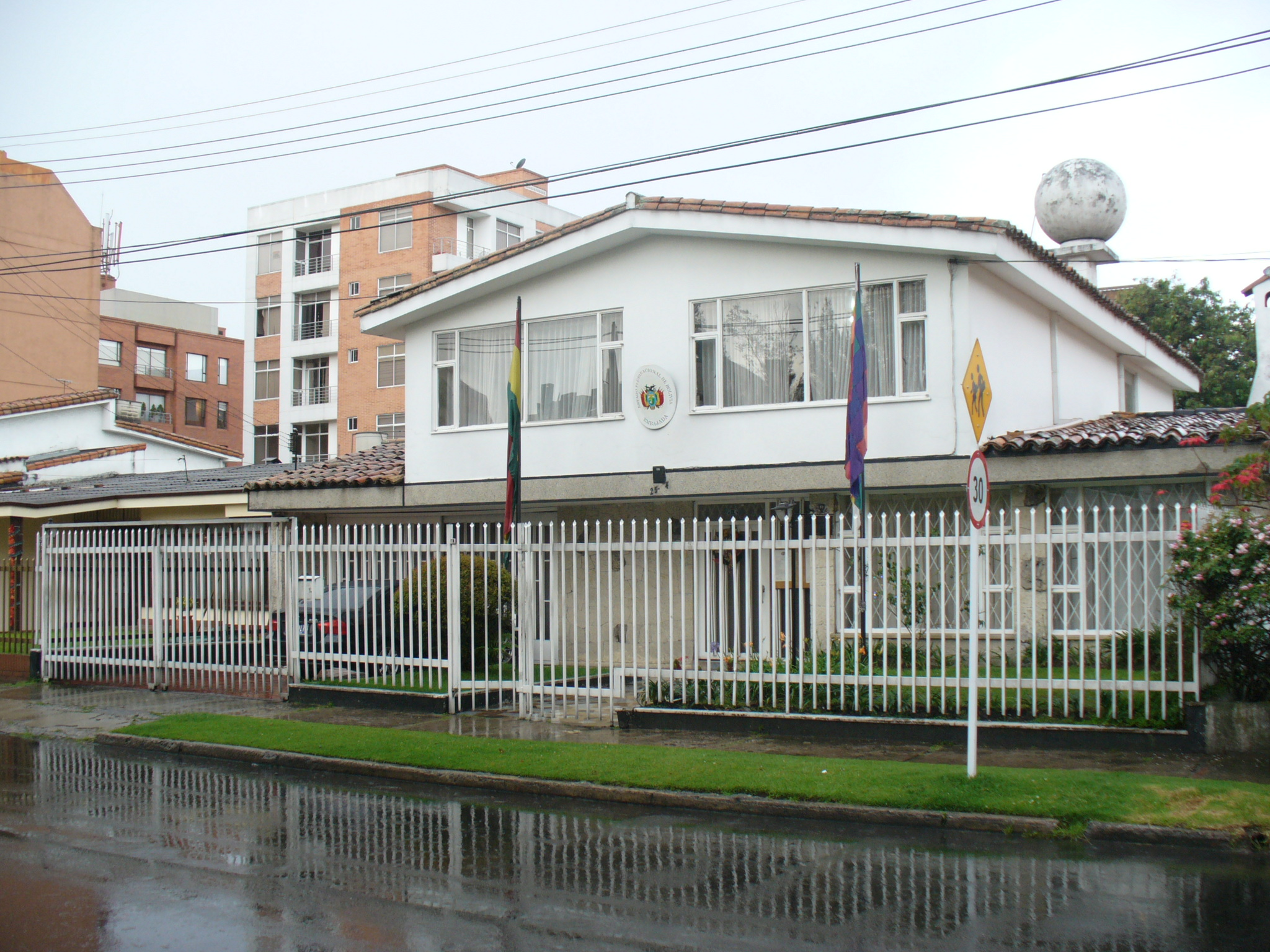
보고타 주재 볼리비아 대사관

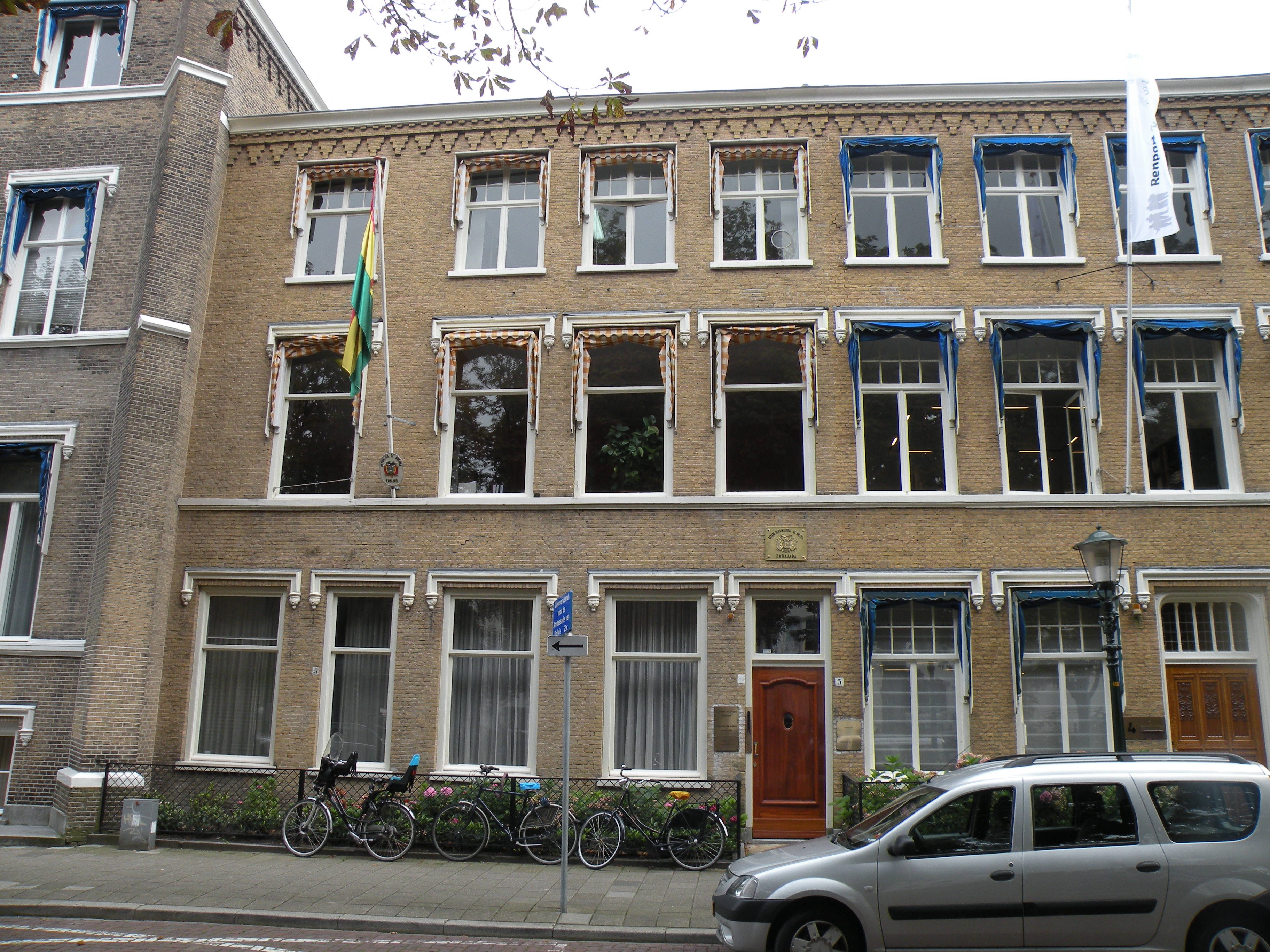
헤이그 주재 볼리비아 대사관

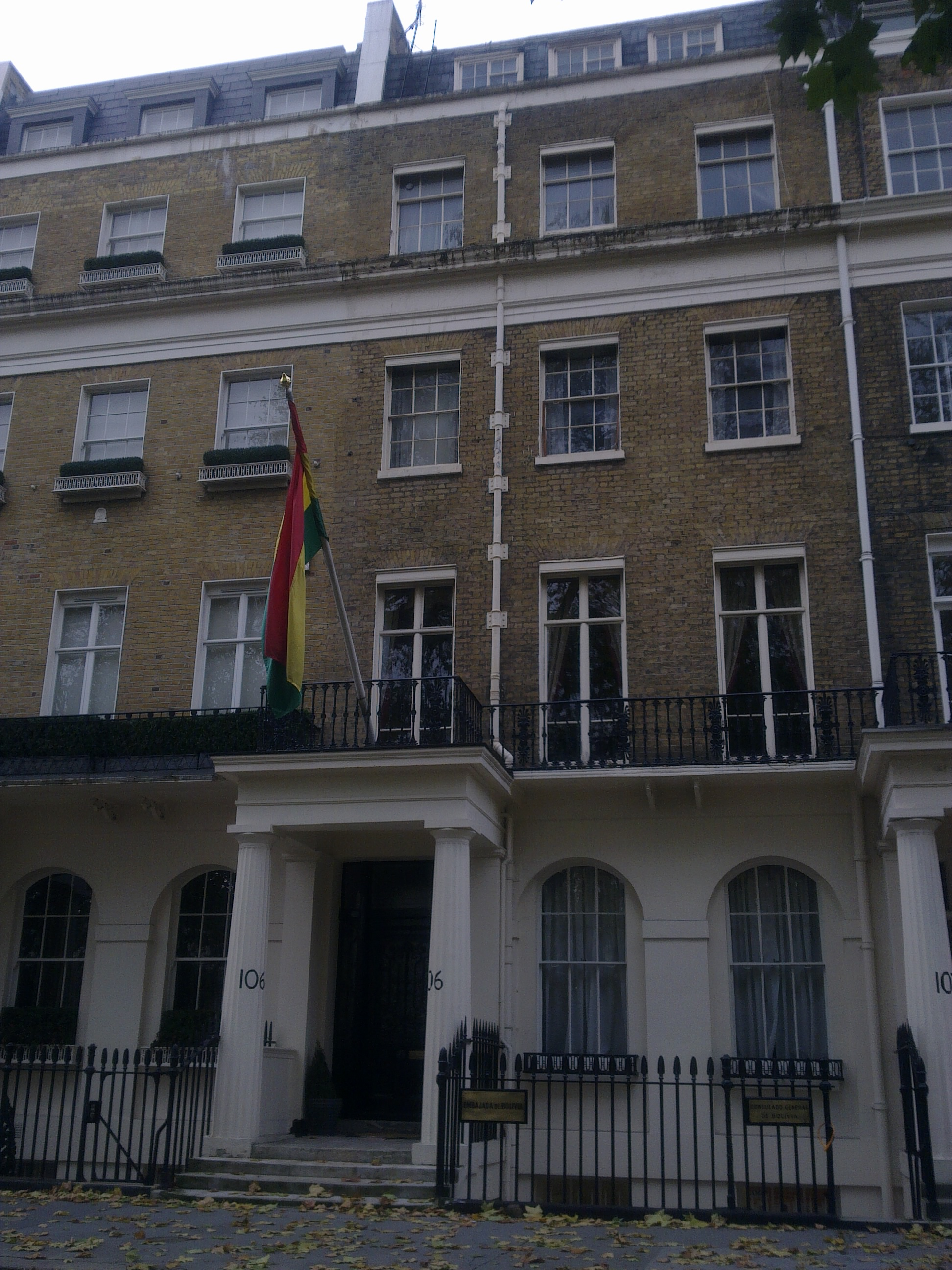
런던 주재 볼리비아 대사관

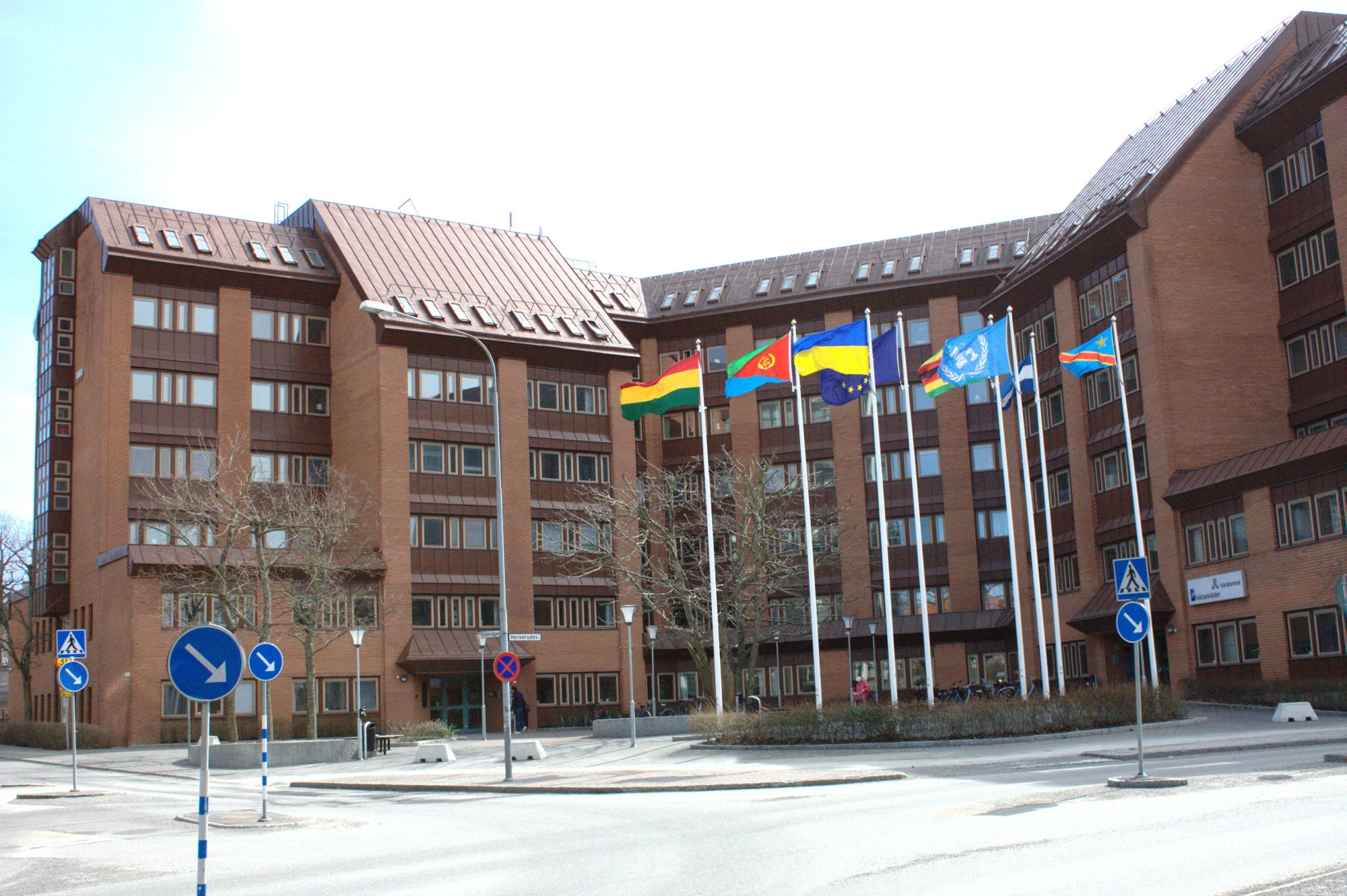
스톡홀름 주재 볼리비아 대사관

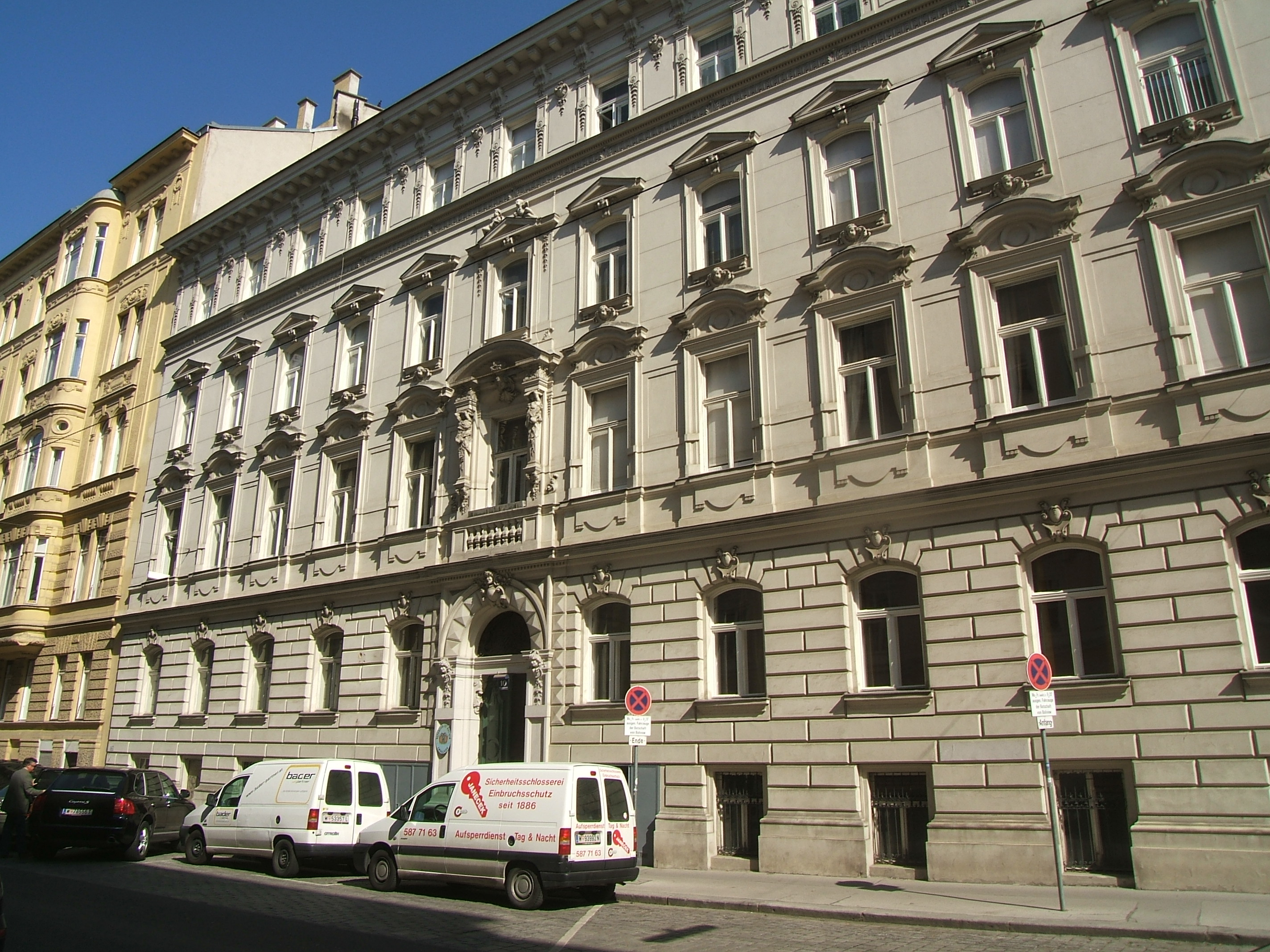
빈 주재 볼리비아 대사관

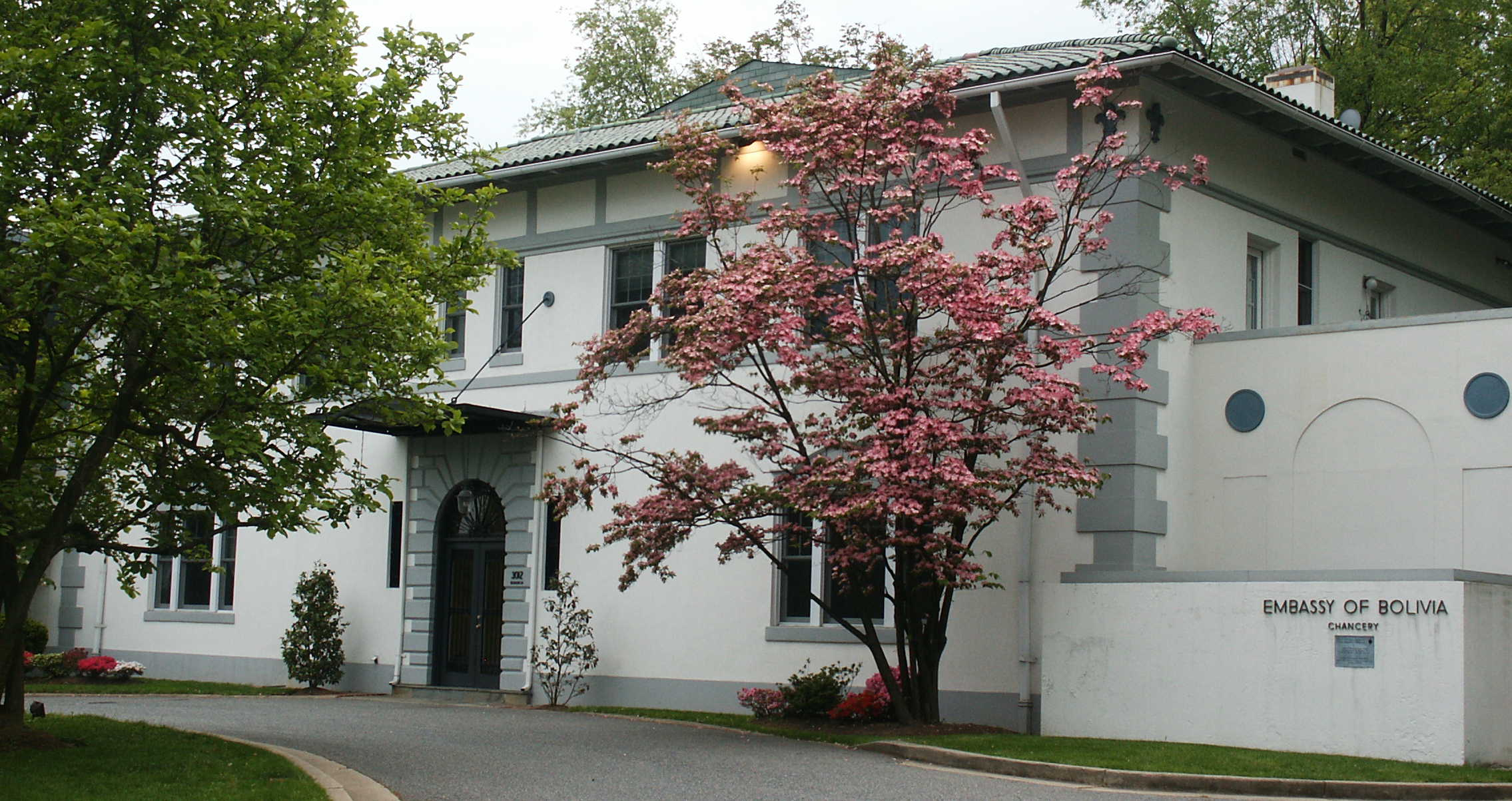
워싱턴 D.C. 주재 볼리비아 대사관

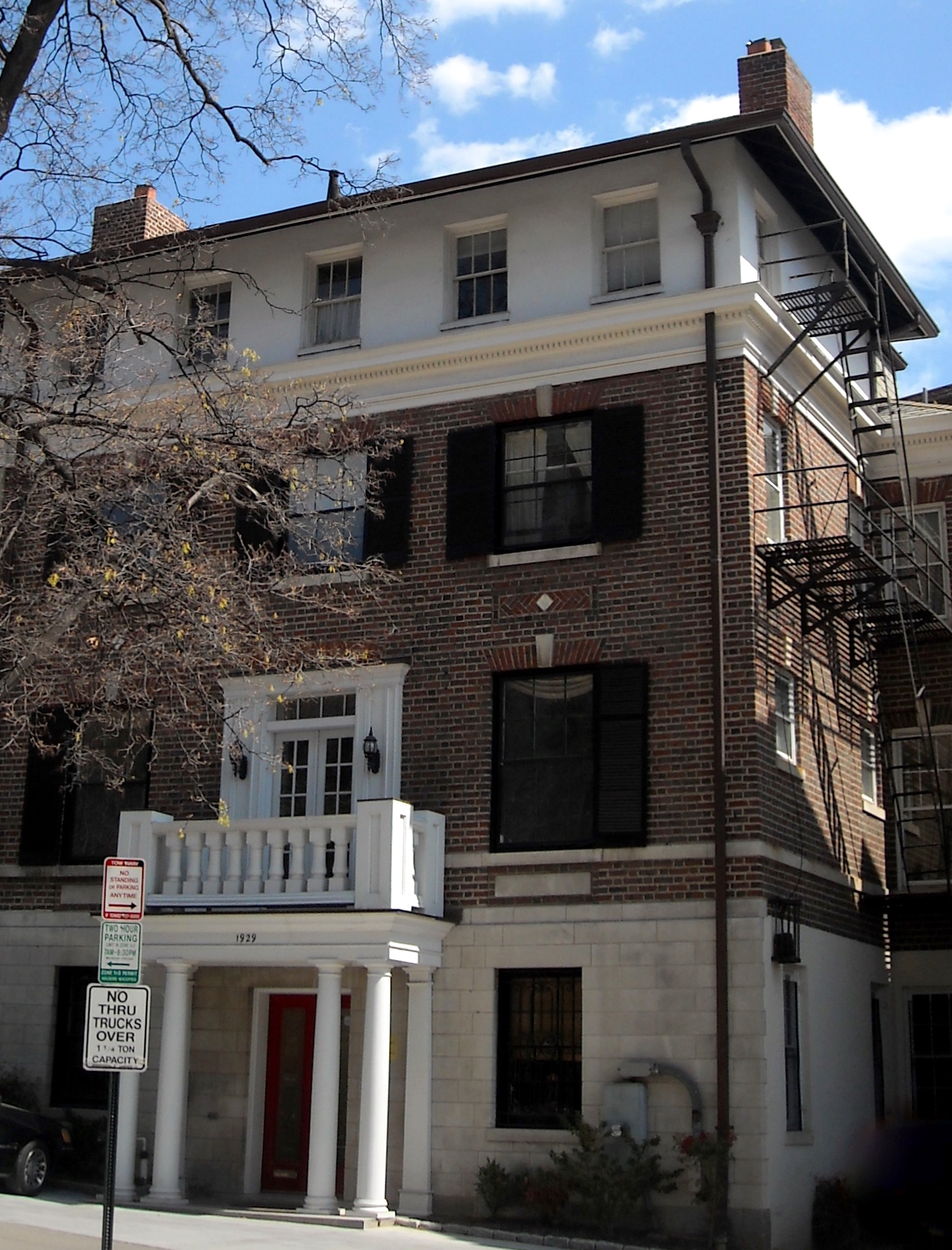
워싱턴 D.C.에 위치한 미주 기구 볼리비아 정부 대표부

볼리비아의 재외공관 목록은 볼리비아 주재 대사관을 각국에 상주시켜 놓는 것을 의미하며 볼리비아의 재외공관을 나열한 목록이다.

## 아프리카
- 이집트
  - 카이로 (대사관)

## 아메리카
- 아르헨티나
  - 부에노스아이레스 (대사관)
  - 코르도바 (영사관)
  - 라키아사 (영사관)
  - 멘도사 (영사관)
  - 포시토 군 (영사관)
  - 로사리오 (영사관)
  - 살타 (영사관)
  - 산라몬데라누에바오란 (영사관)
  - 산살바도르데후후이 (영사관)
  - 비에드마 (영사관)
- 브라질
  - 브라질리아 (대사관)
  - 리우데자네이루 (총영사관)
  - 상파울루 (총영사관)
  - 브라질레이아 (영사관)
  - 캄푸그란지 (영사관)
  - 코룸바 (영사관)
  - 쿠이아바 (영사관)
  - 구아자라미링 (영사관)
- 캐나다
  - 오타와 (대사관)
- 칠레
  - 산티아고 (총영사관)
  - 아리카 (총영사관)
  - 안토파가스타 (영사관)
  - 칼라마 (영사관)
  - 이키케 (영사관)
- 콜롬비아
  - 보고타 (대사관)
- 코스타리카
  - 산호세 (대사관)
- 쿠바
  - 아바나 (대사관)
- 에콰도르
  - 키토 (대사관)
- 멕시코
  - 멕시코시티 (대사관)
- 파나마
  - 파나마시티 (대사관)
- 파라과이
  - 아순시온 (대사관)
- 페루
  - 리마 (대사관)
  - 쿠스코 (영사관)
  - 일로 (영사관)
  - 푸노 (영사관)
  - 타크나 (영사관)
- 미국
  - 워싱턴 D.C. (대사관)
  - 로스앤젤레스 (총영사관)
  - 마이애미 (총영사관)
  - 뉴욕 (총영사관)
  - 휴스턴 (영사관)
- 우루과이
  - 몬테비데오 (대사관)
- 베네수엘라
  - 카라카스 (대사관)

## 아시아
- 중화인민공화국
  - 베이징시 (대사관)
- 인도
  - 뉴델리 (대사관)
- 이란
  - 테헤란 (대사관)
- 일본
  - 도쿄도 (대사관)
- 대한민국
  - 서울특별시 (대사관)

## 유럽
- 오스트리아
  - 빈 (대사관)
- 벨기에
  - 브뤼셀 (대사관)
- 덴마크
  - 코펜하겐 (대사관)
- 프랑스
  - 파리 (대사관)
- 독일
  - 베를린 (대사관)
- 바티칸 시국
  - 바티칸 시국 (대사관)
- 이탈리아
  - 로마 (대사관)
- 네덜란드
  - 헤이그 (대사관)
- 러시아
  - 모스크바 (대사관)
- 스페인
  - 마드리드 (대사관)
  - 바르셀로나 (총영사관)
  - 무르시아 (영사관)
  - 세비야 (영사관)
  - 발렌시아 (영사관)
- 스웨덴
  - 스톡홀름 (대사관)
- 스위스
  - 제네바 (대표부)
- 영국
  - 런던 (대사관)

## 대표부
- EU 볼리비아 정부 대표부 : 브뤼셀
- UN 볼리비아 정부 대표부 : 뉴욕, 제네바
- UNESCO 볼리비아 정부 대표부 : 파리
- FAO 볼리비아 정부 대표부 : 로마
- MERCOSUR, ALADI 볼리비아 정부 대표부 : 몬테비데오
- 미주 기구 볼리비아 정부 대표부 : 워싱턴 D.C.

## 같이 보기
- 볼리비아의 대외 관계